# 주석 (프로그래밍)

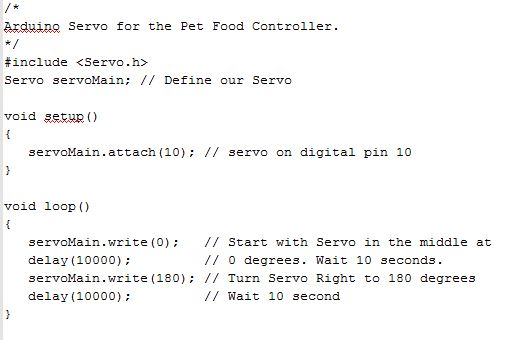

주석 또는 코멘트(comment)는 프로그래밍에 있어 내용을 메모하는 목적으로 쓰인다.
소스 코드를 더 쉽게 이해할 수 있게 만드는 것이 주 목적이며, 협업할 때 유용히 쓰인다. # 이후 줄의 끝까지는 컴파일러와 인터프리터에 의해 일반적으로 무시되어 프로그램에 영향을 주지 않는다.

## 언어 별 주석의 형태

### C, C++, C 샤프, 자바, 자바 스크립트
C, C++, C 샤프, 자바, 자바 스크립트의 경우에 한 줄 주석은 //, 여러 줄 주석은 /* */이다.
예제
대표적으로 C에서는 아래와 같이 사용된다.
```
/* Hello World라는 문구를 출력 시켜주는

프로그램이다. */

#include
 
<stdio.h>

main
()

{

    
printf
(
"Hello World 
\n
"
);
 
//Hello World라는 문구를 출력한다.

}

```

### 어셈블리어
어셈블리어에서 주석은 ;이다.

### HTML
HTML의 경우에 주석은 <!-- -->이다.
예제
```
<!DOCTYPE HTML>

<
HTML
>

<
HEAD
>

<
TITLE
>
주석
</
TITLE
>

</
HEAD
>

<
BODY
>

<!-- 주석 -->

주석

</
BODY
>

</
HTML
>

```

### 파이썬
파이썬의 경우에 한줄 주석은 #, 여러줄 주석은 ''' ''',""" """이다.
예제
```
'''Hello World! 라는 문구를

    출력시켜주는 프로그램이다.'''

print
(
"Hello World!"
)
 
#출력

```

## 같이 보기
- 셔뱅
- 문학적 프로그래밍